# 第61届奥斯卡金像奖
第61届奥斯卡颁奖典礼是美国电影艺术与科学学院旨在奖励1988年最优秀电影的一场晚会，于太平洋时区1989年3月29日下午18点（北美东部时区晚上21点）在美国加利福尼亚州洛杉矶的神殿礼堂举行，共计颁发23座奥斯卡金像奖（也称学院奖）。本次颁奖典礼没有设置主持人，通过美国广播公司在美国直播。10天前的3月19日，女演员安吉·迪金森在比佛利山的比华利山酒店主持颁发了奥斯卡科技成果奖。
《雨人》赢得了包括最佳影片、导演、男主角在内的四项大奖。其他获奖电影包括同样获奖四项的《谁陷害了兔子罗杰》，获奖三项的《孽戀焚情》，以及获奖一项的《被告》、《意外的旅客》、《一条叫旺达的鱼》、《丹尼斯·詹宁斯的任命》（The Appointments of Dennis Jennings）、《阴间大法师》、《火鸟重生》、《终点酒店：克劳斯·芭比的生活和时代》（Hôtel Terminus: The Life and Times of Klaus Barbie）、《荳田戰役》、《密西西比在燃烧》、《比利小英雄》、《小锡兵》、《上班女郎》和《你不必去死》（You Don't Have to Die）。颁奖典礼的电视直播在美国平均吸引了近4300万观众收看。

## 获奖和提名
第61届奥斯卡金像奖提名名单於1989年2月15日由学院主席理查德·卡恩和女演员安妮·阿彻一起在比佛利山的塞缪尔·戈尔德温剧院公布，《雨人》以8项提名领跑，《孽戀焚情》、《密西西比在燃烧》和《谁陷害了兔子罗杰》均以7项紧随其后。
获奖名单在1989年3月29日举行的颁奖典礼上公布。获男主角奖的达斯汀·霍夫曼成为历史上第五位两次获得该奖项的男演员。朱迪·福斯特以《被告》獲頒最佳女主角，她也是史上第八位其主演電影僅入圍一項且獲獎的演員，前一次出現是1962年第34屆的索菲婭·羅蘭以《烽火母女泪》獲頒最佳女主角。西格妮·韦弗也成为历史上第五位在同一届奥斯卡金像奖角逐中获得两项表演类奖项提名的演员:83，不过她也成了这其中首位没有获得任何一个奖项的演员:283。

### 奖项

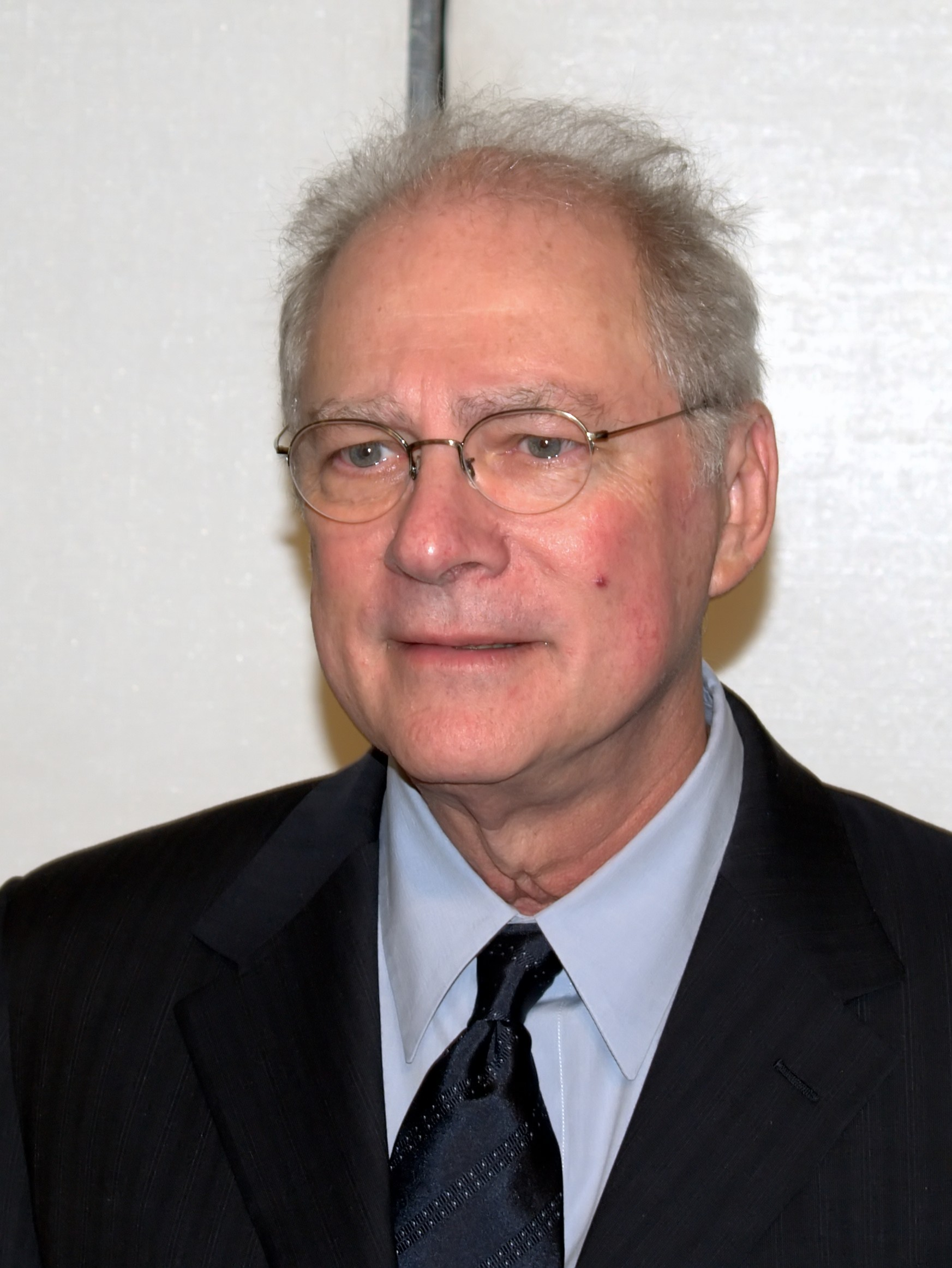
巴瑞·莱文森因《雨人》获导演奖

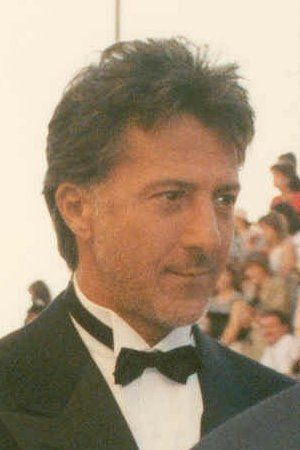
达斯汀·霍夫曼因《雨人》获男主角奖

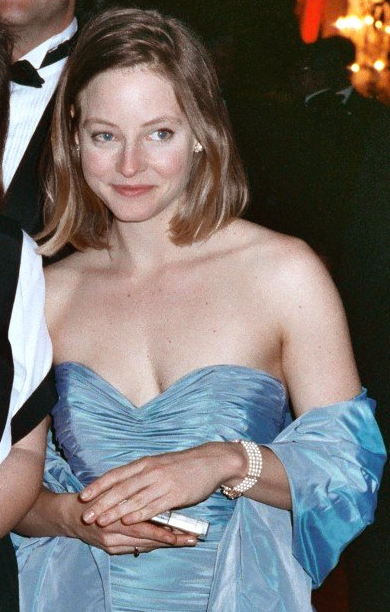
朱迪·福斯特因《被告》获女主角奖

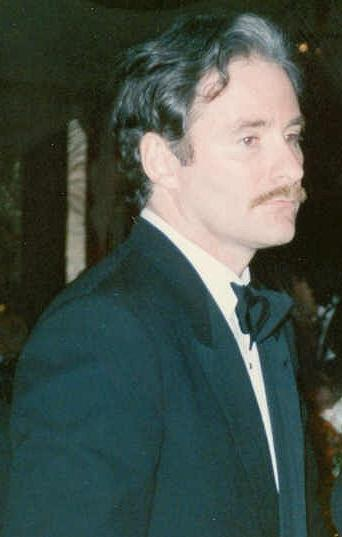
凯文·克莱恩因《一条叫旺达的鱼》获男配角奖

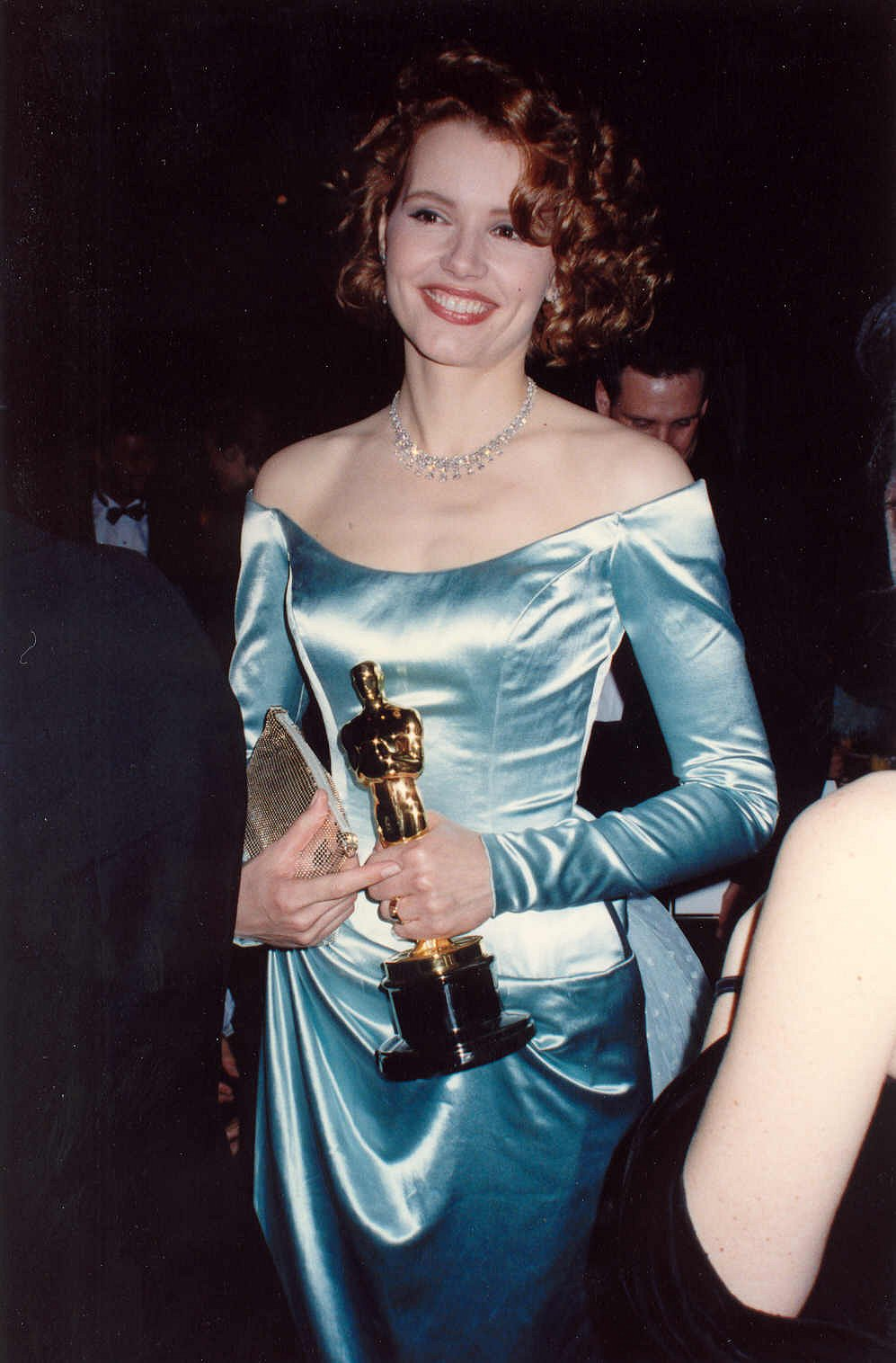
吉娜·戴维斯因《意外的旅客》获女配角奖

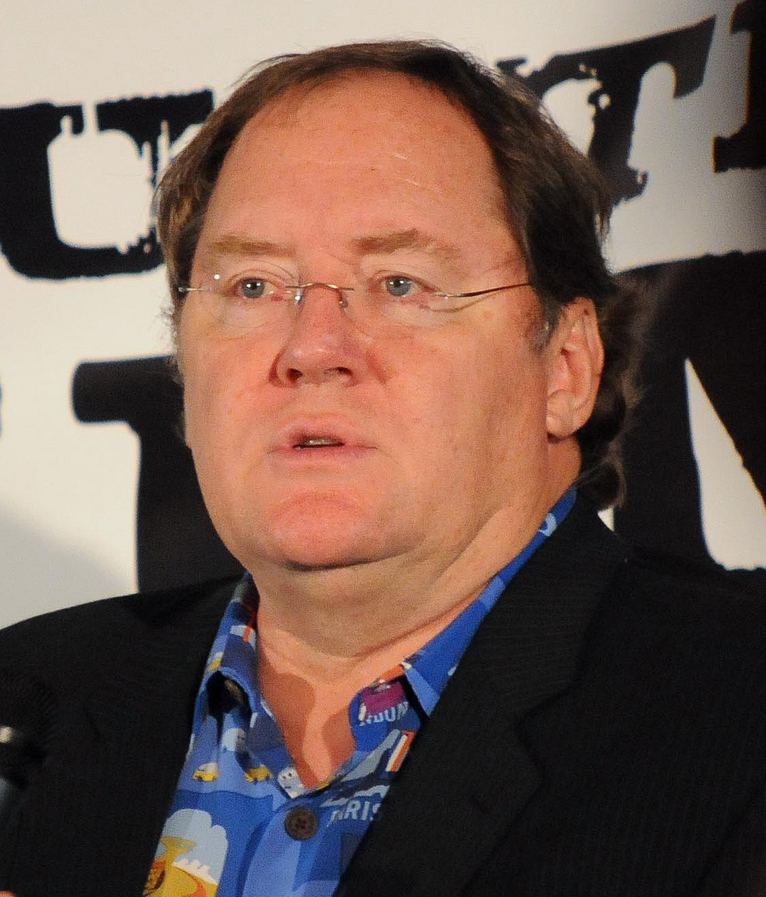
约翰·拉塞特因《小锡兵》获动画短片奖

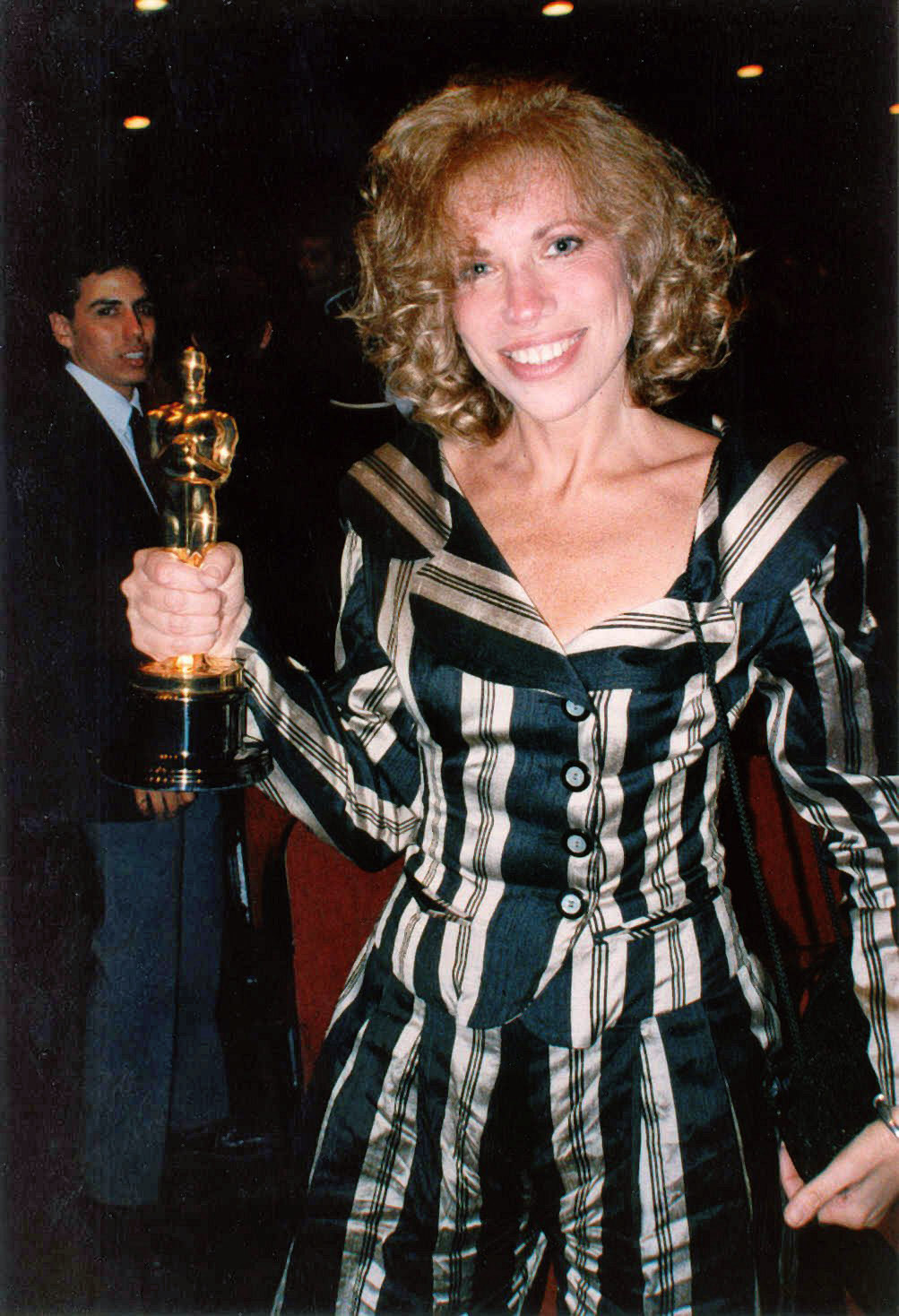
卡莉·赛门因《打工女郎》获原创歌曲奖

获奖作品列在最上方一行且右侧附有‡符号：
| 最佳影片 | 导演 |
| --- | --- |
| - 《雨人》——马克·约翰逊‡ - 《意外的旅客》——劳伦斯·卡斯丹、查尔斯·奥肯（Charles Okun）和迈克尔·格里洛（Michael Grillo） - 《孽戀焚情》——诺玛·海曼（Norma Heyman）和汉克·蒙简（Hank Moonjean） - 《密西西比在燃烧》——弗雷德里克··佐罗（Frederick M. Zollo）和罗伯特·F·科尔斯伯里 - 《打工女郎》——道格拉斯·威克 | - 巴瑞·莱文森——《雨人》‡ - 查尔斯·克瑞奇顿——《一条叫旺达的鱼》 - 迈克·尼科尔斯——《打工女郎》 - 艾伦·帕克——《密西西比在燃烧》 - 马丁·西科塞斯——《基督最后的诱惑》 |
| 男主角 | 女主角 |
| - 达斯汀·霍夫曼——《雨人》‡ - 吉恩·哈克曼——《密西西比在燃烧》 - 汤姆·汉克斯——《飛進未來》 - 爱德华·詹姆斯·奥莫斯——《为人师表》 - 马克斯·冯·西多——《比利小英雄》 | - 朱迪·福斯特——《被告》‡ - 格伦·克洛斯——《孽戀焚情》 - 梅兰尼·格里菲斯——《打工女郎》 - 梅丽尔·斯特里普——《暗夜哭声》 - 西格妮·韦弗——《迷雾森林十八年》 |
| 男配角 | 女配角 |
| - 凯文·克莱恩——《一条叫旺达的鱼》‡ - 亚利克·基尼斯——《小杜丽》 - 马丁·兰道——《塔克：其人其梦》 - 瑞凡·菲尼克斯——《不设限通缉》 - 迪恩·斯托克维尔——《嫁给歹徒》 | - 吉娜·戴维斯——《意外的旅客》‡ - 琼·库萨克——《打工女郎》 - 弗兰西斯·麦克多蒙德——《密西西比在燃烧》 - 米歇尔·菲佛——《孽戀焚情》 - 西格妮·韦弗——《打工女郎》 |
| 原著剧本 | 原著改编 |
| - 《雨人》——罗纳德·巴斯和巴里·莫罗（Barry Morrow）‡ - 《飛進未來》——蓋瑞·羅斯和安妮·斯皮尔伯格（ - 《百万金臂》——罗恩·谢尔顿 - 《一条叫旺达的鱼》——约翰·克里斯和查尔斯·克瑞奇顿（Charles Crichton） - 《不设限通辑》——娜歐蜜·芳納·吉倫荷 | - 《孽戀焚情》——基斯杜化·咸頓改编自他自己的同名舞台剧和皮埃尔·肖代洛·德拉克洛的同名小说‡ - 《意外的旅客》——弗兰克·加拉茨（Frank Galati）和劳伦斯·卡斯丹改编自安妮·泰勒的同名小说 - 《迷雾森林十八年》——安娜·汉密尔顿·费兰（Anna Hamilton Phelan）和泰布·墨菲（Tab Murphy）改编自哈罗德·海耶斯（Harold Hayes）的文章 - 《小杜丽》——克里斯汀·艾扎德（Christine Edzard）改编自查尔斯·狄更斯的同名小说 - 《布拉格之恋》——让-克劳德·卡瑞尔和菲力普·考夫曼改编自米兰·昆德拉的同名小说 |
| 外语片 | 剪辑 |
| - 《比利小英雄》（丹麦，丹麦语）——比利·奥古斯特‡ - 《哈努森》（匈牙利，匈牙利语）——伊斯特凡·萨博 - 《曲中情未了》（比利时，德语）——杰拉德·考比奥（Gérard Corbiau） - 《早安孟买》（印度，印地语）——米拉·奈兒 - 《崩溃边缘的女人）（西班牙，西班牙语）——佩德罗·阿尔莫多瓦尔 | - 《谁陷害了兔子罗杰》——阿瑟·施密特‡ - 《終極警探》——弗兰克·尤瑞欧斯蒂（Frank Urioste）和约翰·林克（John Link） - 《密西西比在燃烧》——格里·汉布林（Gerry Hambling） - 《雨人》——斯图·林德（Stu Linder） - 《迷雾森林十八年》——斯图尔特·贝尔德 |
| 纪录片 | 纪录短片 |
| - 《终点酒店：克劳斯·芭比的生活和时代》——马塞尔·奥菲尔斯‡ - 《理性的哭泣：贝耶斯·骆特——一个敢于表达的非洲人》（The Cry of Reason: Beyers Naude——An Afrikaner Speaks Out）——罗伯特·比尔海默和罗纳德·米克斯（Ronald Mix） - 《让我们一起迷失》——布鲁斯·韦伯和楠·布什（Nan Bush） - 《遵守承诺》（Promises to Keep）——吉尼·杜林（Ginny Durrin） - 《谁杀了陈果仁》（Who Killed Vincent Chin?）——蕾妮·田岛-佩尼亚和克瑞斯·崔（Christine Choy）                                                                                      | - 《你不必去死》——威廉·古腾塔格（William Guttentag）和马尔科姆·克拉克（Malcolm Clarke）‡ - 《儿童的店面》（The Children's Storefront）——卡伦·古德曼（Karen Goodman） - 《家庭聚会》（Family Gathering）——莉莎·安井（Lise Yasui）和安·特格内尔（Ann Tegnell） - 《帮派警察》（Gang Cops）——托马斯·B·弗莱明（Thomas B. Fleming）和丹尼尔·J·马克斯（Daniel J. Marks） - 《伊莫金的肖像》（Portrait of Imogen）——南希·黑尔（Nancy Hale）和梅格·帕特里奇（Meg Partridge） |
| 短片 | 动画短片 |
| - 《丹尼斯·詹宁斯的任命》——迪恩·帕里索特（Dean Parisot）和史蒂夫·赖特‡ - 《凯迪拉克之梦》（Cadillac Dreams）——马蒂亚·卡瑞尔（Matia Karrell）和阿比·戈尔茨坦（Abbee Goldstein） - 《嘎勒故事》（Gullah Tales）——乔治·德古里安（George deGolian）和加里·莫斯（Gary Moss） | - 《小锡兵》——约翰·拉塞特和威廉·里夫斯（William Reeves）‡ - 《猫咪又回来了》——科德尔·巴克 - 《科技的威胁》——比尔·克罗耶和布赖恩·詹宁斯（Brian Jennings） |
| 原创配乐 | 原创歌曲 |
| - 《荳田戰役》——戴夫·格鲁辛‡ - 《意外的旅客》——約翰·威廉斯 - 《孽戀焚情》——乔治·芬顿 - 《迷雾森林十八年》——莫里斯·賈爾 - 《雨人》——漢斯·季默 | - 《》（《打工女郎》插曲）——词曲：卡莉·赛门‡ - 《》（《巴格达咖啡馆》插曲）——鲍勃·特尔森 - 《》（《痴情大丈夫》插曲）——作曲：拉蒙特·多齐尔，作词：菲爾·柯林斯 |
| 艺术指导 | 摄影 |
| - 《孽戀焚情》——艺术指导：斯图尔特·克莱格（Stuart Craig）；内部装饰：热拉尔·詹姆斯（Gérard James）‡ - 《莫负当年情》——艺术指导：阿尔伯特·布伦纳（Albert Brenner）；内部装饰：加勒特·刘易斯（Garrett Lewis） - 《雨人》——艺术指导：艾达·兰顿（Ida Random）；内部装饰：琳达·德辛纳（Linda DeScenna） - 《塔克：其人其梦》——艺术指导：迪安·塔沃拉里斯（Dean Tavoularis）；内部装饰：阿明·甘茨（Armin Ganz） - 《谁陷害了兔子罗杰》——艺术指导：艾略特·斯科特（Elliot Scott）；内部装饰：彼得·休伊特（Peter Howitt） | - 《密西西比在燃烧》——彼得·拜佐（Peter Biziou）‡ - 《雨人》——約翰·西爾 - 《破晓时刻》——康拉德·赫尔 - 《布拉格之恋》——斯文·尼科维斯特 - 《谁陷害了兔子罗杰》——迪恩·康迪 |
| 化妆 | 服装设计 |
| - 《阴间大法师》——维·尼尔（Ve Neill）、史蒂夫·拉波特（Steve LaPorte）和罗伯特·肖特（Robert Short）‡ - 《美国之旅》——里克·贝克 - 《孤寒财主》——汤姆·伯曼（Tom Burman）和巴里·德雷本-伯曼（Bari Dreiband-Burman） | - 《孽戀焚情》——詹姆斯·艾奇逊（James Acheson）‡ - 《美国之旅》——德博拉·纳多尔曼·兰迪斯 - 《一掬尘土》——简·罗宾逊（Jane Robinson） - 《落日》——帕特里夏·诺里斯（Patricia Norris） - 《塔克：其人其梦》——米莱娜·坎诺尼奥 |
| 音效 | 音效剪辑 |
| - 《火鸟重生》——雷斯·弗雷斯霍茨、迪克·亚历山大、弗恩·普尔和威利·D·伯顿‡ - 《終極警探》——唐·巴斯曼、凱文·克里利、理查德·奥弗顿和小阿尔·奥弗顿 - 《迷雾森林十八年》——安迪·尼爾森、布萊恩·桑德斯和彼得·汉福德 - 《谁陷害了兔子罗杰》——羅伯特·克努森、約翰·博伊德、唐·迪吉若拉莫和托尼·達維 - 《密西西比在燃烧》——羅伯特·利特、艾略特·泰森、里克·克萊恩和丹尼·迈克尔                    | - 《谁陷害了兔子罗杰》——查尔斯·坎贝尔（Charles Campbell）、路易斯·伊德曼（Louis Edemann）‡ - 《終極警探》——斯蒂芬·亨特·弗里克（Stephen Hunter Flick）和理查德·肖尔（Richard Shorr） - 《小魔仙》——本·贝尔特和理查德·海姆斯（Richard Hymns） |
| 视觉效果 | |
| - 《谁陷害了兔子罗杰》——肯·拉斯顿（Ken Ralston）、理查德·威廉姆斯、艾德·琼斯（Ed Jones）和乔治·吉布斯（George Gibbs）‡ - 《終極警探》——理查德·艾德兰德（Richard Edlund）、艾尔·迪萨罗（Al DiSarro）、布伦特·波特斯（Brent Boates）和泰恩·莫里斯（Thaine Morris） - 《小魔仙》——丹尼斯·穆伦、迈克尔·麦卡利斯特（Michael McAlister）、菲尔·蒂贝特和克里斯·埃文斯（Chris Evans） | |

### 奥斯卡荣誉奖
- 加拿大国家电影局[11]
- 伊士曼柯达公司[12]

### 特别成就奖
- 理查德·威廉姆斯（英语：Richard Williams (animator)）
  - “因《谁陷害了兔子罗杰》的动画指导而获奖”[13]

### 提名与获奖大户
| 提名数量 | 片名                 |
| -------- | -------------------- |
| 8        | 《雨人》             |
| 7        | 《孽戀焚情》         |
| 7        | 《密西西比在燃烧》   |
| 7        | 《谁陷害了兔子罗杰》 |
| 6        | 《打工女郎》         |
| 5        | 《迷雾森林十八年》   |
| 4        | 《意外的旅客》       |
| 4        | 《終極警探》         |
| 3        | 《一条叫旺达的鱼》   |
| 3        | 《塔克：其人其梦》   |
| 2        | 《飛進未來》         |
| 2        | 《美国之旅》         |
| 2        | 《小杜丽》           |
| 2        | 《比利小英雄》       |
| 2        | 《不设限通缉》       |
| 2        | 《布拉格之恋》       |
| 2        | 《小魔仙》           |

| 获奖数量 | 片名                 |
| -------- | -------------------- |
| 4        | 《雨人》             |
| 4        | 《谁陷害了兔子罗杰》 |
| 3        | 《孽戀焚情》         |

## 颁奖和表演嘉宾
以下人士出场颁发了奖项或表演节目：

### 颁奖嘉宾（按出场顺序排列）
| 姓名                                      | 角色                                       |
| ----------------------------------------- | ------------------------------------------ |
| 查理·奥唐纳                               | 第61届奥斯卡颁奖典礼广播员                 |
| 理查德·卡恩                               | 致开幕词欢迎各位来宾光临颁奖典礼           |
| 湯姆·塞立克                               | 引荐梅兰尼·格里菲斯与唐·约翰逊上台颁奖     |
| 梅兰尼·格里菲斯 唐·约翰逊                 | 颁发女配角奖                               |
| 简·方达                                   | 介绍最佳影片提名电影《雨人》               |
| 金·诺瓦克 詹姆斯·斯图尔特                 | 颁发音效奖和音效剪辑奖                     |
| 小罗伯特·唐尼 斯碧尔·谢波德               | 颁发化妆奖                                 |
| 帕特里克·斯威兹                           | 引出向1950年代歌舞片致敬的桥段             |
| 帕特里克·斯威兹                           | 颁奖原创配乐奖                             |
| 奥莉维亚·纽顿-约翰                        | 引出唐纳德·萨瑟兰与基弗·萨瑟兰上台颁奖     |
| 唐纳德·萨瑟兰 基弗·萨瑟兰                 | 向加拿大国家电影局颁发奥斯卡荣誉奖         |
| 安吉莉卡·休斯顿                           | 介绍最佳影片提名电影《密西西比在燃烧》     |
| 威廉·达福 吉恩·哈克曼                     | 颁发艺术指导奖                             |
| 波·德瑞克 达德利·摩尔                     | 颁发服装设计奖                             |
| 比利·克里斯托                             | 引出电影踢踏舞和原创歌曲奖提名作品表演桥段 |
| 小萨米·戴维斯 格雷戈里·海因斯             | 颁发原创歌曲奖                             |
| 坎迪斯·伯根 杰奎琳·比塞特 杰克·瓦伦蒂     | 颁发外语片奖                               |
| 芭芭拉·赫希                               | 介绍最佳影片提名电影《意外的旅客》         |
| 迈克尔·凯恩 肖恩·康纳利 罗杰·摩尔         | 颁发男配角奖                               |
| 博·布里奇斯 杰夫·布里吉斯 劳埃德·布里奇斯 | 颁发视觉效果奖                             |
| 沃尔特·马修                               | 介绍露西尔·鲍尔与鲍勃·霍普上台颁奖         |
| 露西尔·鲍尔 鲍勃·霍普                     | 引出现场表演曲目《我想拿奥斯卡奖》（I Wanna Be an Oscar Winner）     |
| 吉娜·戴维斯 杰夫·高布伦                   | 颁发纪录短片奖                             |
| 爱德华·詹姆斯·奥莫斯 马克斯·冯·西多       | 颁发纪录片奖                               |
| 安妮·阿彻                                 | 介绍最佳影片提名电影《孽戀焚情》           |
| 查尔斯·弗莱彻 罗宾·威廉斯                 | 向理查德·威廉姆斯颁奖特别成就奖            |
| 黛米·摩尔 布鲁斯·威利斯                   | 颁发摄影奖                                 |
| 凯丽·费雪 马丁·肖特                       | 颁发短片奖和动画短片奖                     |
| 迈克尔·道格拉斯                           | 颁发男主角奖                               |
| 艾丽·麦古奥                               | 介绍最佳影片提名电影《打工女郎》           |
| 费拉·福赛特 瑞安·奥尼尔                   | 颁发剪辑奖                                 |
| 安吉·迪金森                               | 引出科技成果奖和戈登·E·索耶奖颁奖片段      |
| 理查德·德莱弗斯 艾米·欧文                 | 颁发原著剧本奖                             |
| 米歇尔·菲佛 丹尼斯·奎德                   | 颁发原著改编奖                             |
| 歌蒂·韩 库尔特·拉塞尔                     | 颁发导演奖                                 |
| 汤姆·克鲁斯 达斯汀·霍夫曼                 | 颁发女主角奖                               |
| 雪儿                                      | 颁发最佳影片奖                             |

### 表演嘉宾（按出场顺序排列）
| 姓名 | 角色     | 表演           |
| --- | -------- | -------------- |
| 马文·哈姆利奇 | 音乐编排 | 管弦乐         |
| 阿米·阿科德（Army Archerd） 艾琳·鲍曼（Eileen Bowman） 卡罗尔·布朗 賽德·查里斯 黛儿·伊万斯 艾丽丝·费伊 梅夫·格里芬 多萝西·拉莫尔 罗伯·劳 托尼·马丁 文森特·普莱斯 查尔斯·巴德·罗杰斯 罗伊·罗杰斯 莉莉·湯姆琳                                                                | 表演者   | “” “” “” “” “” |
| 基斯·库甘 帕特里克·丹普西 科里·费尔德曼 乔莉·费舍尔 特里西娅·雷·费舍尔 塞维恩·格洛弗 卡丽·汉密尔顿 梅罗拉·哈丁 瑞奇·雷克 马特·拉坦齐 查德·洛 特雷西·尼尔森 帕特里克·奥尼尔 科里·派克 小蒂龙·鲍尔 霍莉·罗宾逊·皮特 克利斯汀·史萊特 布莱尔·安德伍德 | 表演者   | “”             |

## 典礼资讯

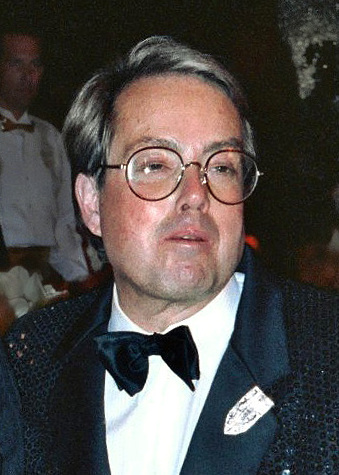
阿伦·卡尔担任第61届奥斯卡颁奖典礼的制片人

为了提升晚会的吸引力，获得更高的电视收视率，美国电影艺术与科学学院聘请了电影制片人兼资深奥斯卡颁奖典礼管理人才协调员阿伦·卡尔来制作1989年的颁奖典礼。在接受各种媒体采访时，卡尔都表示能够制作奥斯卡颁奖典礼，对于他来说是一件美梦成真的事。本次颁奖典礼作了多项较大幅度的改动。如颁奖嘉宾在宣布获奖者时不再是像之前那样说“而获奖者是……”，而是改说“而获奥斯卡奖的是……”:11。颁奖嘉宾、表演嘉宾和获奖者在后台聚集的绿色房间改造成了配有家具、照片、茶点和其他设施的豪华套房，被称为“奥斯卡俱乐部”。本届晚会没有设置主持人，卡尔选择的颁奖嘉宾组合间经常存在联系，如直系血亲，或是电影业的老同僚等:5。
另外还有多人参与了颁奖典礼的制作。杰夫·马格里斯担任电视直播的导演。作词和作曲家马文·哈姆利奇获聘担任晚会的音乐总监。喜剧演员兼作家布鲁斯·维兰奇成为电视直播节目的编剧，至此之后也一直担任奥斯卡颁奖典礼的电视直播编剧。卡尔还请来了包括帕特里克·丹普西、科里·费尔德曼、瑞奇·雷克和布莱尔·安德伍德在内的多位年轻演员出场表演歌舞曲目《我想拿奥斯卡奖》:8。此外卡尔还宣布，与大部分颁奖晚会不同，本次获原创歌曲奖提名的歌曲不会在现场进行表演。
本届颁奖典礼还是女演员兼喜剧演员露西尔·鲍尔最后一次在公共场所露面，她与自己长期的搭档兼老友鲍勃·霍普一起出场时，全场嘉宾起立鼓掌向两人致敬。4月26日，颁奖典礼近一个月后，鲍尔因主动脉夹层动脉瘤逝世，享年77岁。

### 最佳影片提名电影票房表现
截止1989年2月15日提名公布时，5部获最佳影片奖提名的电影在美国的票房收入一共为1亿8853万5837美元，平均每部3770万7167美元。其中《雨人》以9698万3853美元的成绩名列榜首，之后分别是收入4205万7056美元的《打工女郎》，进账2419万6926美元的《意外的旅客》，收入1861万2751美元的《密西西比在燃烧》和进账668万5251美元的《孽戀焚情》。

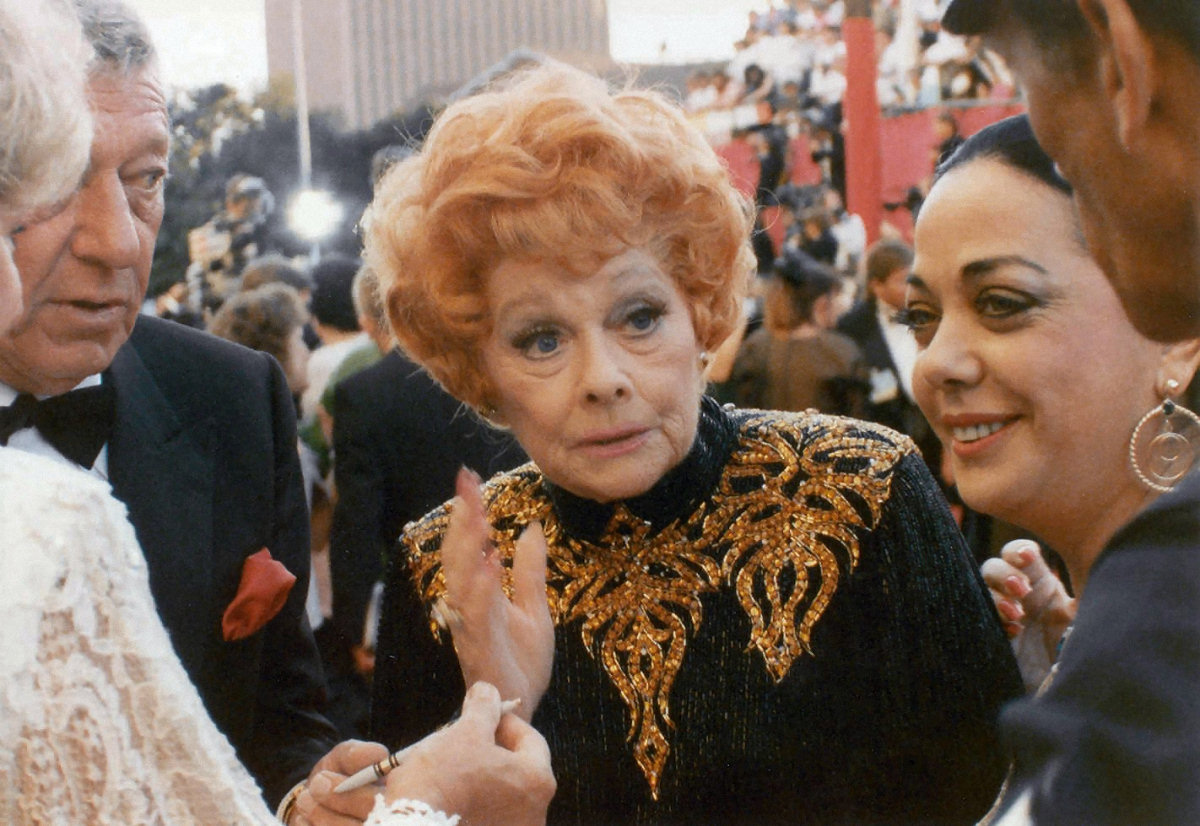
本届颁奖典礼是著名女演员露西尔·鲍尔最后一次在公共场所露面

### 开场歌舞
为了让晚会展示出更多的内容，让节目变得更有魅力，制片人卡尔聘请剧作家史蒂夫·西尔弗（Steve Silver）和他长期的合作歌剧团“巴比伦沙滩摊子”一起制作一段开场歌舞。这段节目包括一个精心设计的舞台表演，女演员艾琳·鲍曼打扮成迪士尼公司动画长片《白雪公主与七个小矮人》中的白雪公主，来到好莱坞后被其魅力迷得神魂颠倒。与“巴比伦沙滩摊子”的表演类似，这场开场歌舞的舞蹈演员同样戴有精心制作的巨大帽子。在另一个造型酷似椰树林夜总会的段落中，老牌演员多丽丝·黛和赛德·查里斯处在突出位置，歌手兼电视制片人梅夫·格里芬演唱自己1949年的畅销歌曲。鲍曼和男演员罗伯·劳演唱清水复兴合唱团歌曲的改编版本，其中的歌词改写成以电影业为参考。但这段开场歌舞所获得的评价很差。

### 专业评价和公众反应
大部分媒体对本届晚会的评价不佳。《洛杉矶时报》电视评论员霍华德·罗森伯格（Howard Rosenberg）感叹：“美国广播公司直播的奥斯卡颁奖典礼气闷得出奇。与上个月的格莱美颁奖典礼相比实在是死气沉沉。”。《纽约时报》影评人珍妮特·马斯林（Janet Maslin）严厉批评了开场歌舞，称应该把这一段永久性地载入奥斯卡的丢人史册。她还惋惜《我想拿奥斯卡奖》这首歌过于混乱，没有激发出观众对好莱坞未来的任何信心。《综艺》杂志电视栏目编辑托尼·斯科特批评第61届奥斯卡颁奖典礼在91个国家——并且还首次包括苏联在内——看来都是不值得观看的电视节目。他还觉得群星演绎的开场曲段中，这些明星围绕着一个巨大的奥斯卡金像嬉戏，仿佛这是一个金牛犊般。
演艺界的部分专业人士对节目的评价褒贬不一。星探迈克尔·奥维茨称赞了制片人卡尔已经把表演事业带回电影事业领域。女演员珍妮弗·琼斯给卡尔写了封感谢信，内容为“你做到了。”但是包括演员保罗·纽曼、格里高利·派克和朱丽·安德鲁斯以及导演比利·怀尔德与约瑟夫·L·曼凯维奇在内的17人签署了一份公开信，嘲讽这次晚会令“无论是学院还是整个电影业都感到尴尬”。
女演员鲍曼声称，自己在次日被迫签署了一份禁言令，禁止她在今后13年的时间里向媒体透露有关自己当晚表演的内容。她最终于2013年接受采访时表明了自己的看法，形容这场表演看起来就像是“同性恋的成人仪式”。
华特迪士尼公司向法庭起诉了美国电影艺术与科学学院，指控对方未经许可使用了白雪公主的肖像，要求对“侵犯著作权、不正当竞争，以及商业信誉的损失”给予赔偿。学院主席理查德·卡恩立即向该公司道了歉，这起诉讼随后予以了撤消。

### 收视率和余波
虽然节目制作所获评价不佳，但其通过美国广播公司在美国首播的时段还是平均吸引了4268万观众收看，与去年的颁奖典礼相比提高了1%。同时与前一届晚会相比，本届在尼尔森收视率上的成绩也更好，吸引了29.8%的家庭观看，收视率达50%，是继第56届奥斯卡颁奖典礼以来收视成绩最好的一届。
美国电影艺术与科学学院组建了一个颁奖典礼检讨委员会来评估和确定为什么这次晚会直播无论是在媒体还是娱乐界的评价都这么差。该委员会之后认定，卡尔最大的失误在于让一个效果存疑的开场曲目持续了12分钟之久。委员会主席，制片人兼美国导演工会主席吉尔伯特·凯茨称，如果这段曲目时间大幅缩短，那么卡尔也不会受到这么严苛的批评。凯茨随后获聘成为了第62届奥斯卡颁奖典礼的制片人。
据演艺圈多位业内人士和记者表示，这场晚会带来的批评和反弹导致卡尔再也没有制作过电影或文艺晚会。他于1999年6月29日因肝癌并发症去世，终年62岁。